# Umberto Zanfagnini
Umberto Zanfagnini (Pavia di Udine, 2 marzo 1903 – Udine, 20 luglio 1984) è stato un avvocato e politico italiano.

## Biografia
Avvocato, su posizioni cattoliche durante la Resistenza, dopo la liberazione si avvicinò a posizioni socialiste. Venne eletto deputato nella I legislatura (in carica dal 1948 al 1953) col Partito Socialista Democratico Italiano e ne fu presidente della sezione provinciale di Udine dal 1950 al 1977. 
Morì il 20 luglio 1984 all'età di 81 anni. Era padre di Pietro Zanfagnini, sindaco socialista di Udine dal 1990 al 1993.